# Topoloveni
Topoloveni (pronunciació en romanès: [topoloˈvenʲ]) és una ciutat del comtat d'Argeș, Romania, a tocar del riu Cârcinov. La ciutat administra quatre pobles: Boțârcani, Crintești, Gorănești i Țigănești. Es troba a la regió històrica de Muntènia.
El document més antic en què s'esmenta Topoloveni data del 19 de juny de 1421, durant el govern de Radu II Chelul. El seu nom deriva d'una paraula eslava, topol, que significa "àlber".
Segons el cens del 2011, el 96,66% de la població es declarava romanesa, el 2,9% no declarava la seva ètnia i el 0,43% es declarava d’un altre grup ètnic.
Entre els fills il·lustres de la ciutat hi ha:
- Dan Ghica-Radu
- Ion Mihalache